# Alain Sarde
Pour les articles homonymes, voir Sarde (homonymie).
Alain Sarde, né le 28 mars 1952 à Boulogne-Billancourt, est un producteur français de cinéma et de télévision parmi les plus prolifiques depuis les années 1970. Il a notamment produit des films d’Andrzej Zulawski, Roman Polanski, Bertrand Tavernier, Diane Kurys ou Anne Fontaine.
Dans les années 1990, il est accusé d'agressions sexuelles et de viols sur plusieurs femmes et impliqué dans l'Affaire Brumark-Bourgeois. En mai 2024, neuf femmes témoignent contre lui de ces agissements.

## Biographie

### Famille
Fils de l'antiquaire Henri Sarde et de la mezzo-soprano Andrée Gabriel (Sâada) de l'Opéra de Paris, Alain Sarde est le frère du compositeur Philippe Sarde.

### Carrière de producteur
Il débute en tant que producteur en 1974 avec Touche pas à la femme blanche de Marco Ferreri. Il crée sa première société de production, Sara Films, en 1975, et produit dans la foulée Le Locataire de Roman Polanski, Barocco d'André Téchiné, Une histoire simple de Claude Sautet et Des enfants gâtés de Bertrand Tavernier.
Aux côtés de sa collaboratrice Christine Gozlan, il a été le producteur de plus de 200 films avec nombre de metteurs en scène tels que Jean-Luc Godard (dont il produit tous les films depuis 1979), Jacques Doillon, Nicole Garcia, Coline Serreau, Alain Corneau, Philippe Garrel, Xavier Beauvois, Arthur Joffé, Arnaud Desplechin, etc.
Ses dernières productions sont le fruit de collaborations avec Amos Kollek, Mike Leigh, Emir Kusturica et David Lynch.
Fondateur de la structure Sarde Films en 1983, il s'associe à Canal+ en 1990 et fonde Les Films Alain Sarde qu'il revend à StudioCanal en 2004. Les Films Alain Sarde administrent notamment la société Ciné Valse, qui a produit bon nombre des films de Bertrand Blier dans les années 1990. Il est désormais producteur indépendant.

#### Commentaire
« Alain Sarde est sans aucun doute le producteur français le plus prolifique, mais également le plus discret ou le plus secret. Près de deux cents films à son actif en moins de quarante ans de carrière », écrit le critique de cinéma Serge Toubiana en 2009, à l'occasion d'une rétrospective de ses films à la Cinémathèque française.

### Accusations d'agressions sexuelles

#### 1997-1999
Alain Sarde est visé en 1997 par une enquête pour agression sexuelle. L'instruction réalisée par le juge d'instruction Frédéric Nguyen montre que le producteur a eu plusieurs relations sexuelles non tarifées avec des aspirantes actrices qui venaient le voir pour des raisons professionnelles. L'une d'elle décrit un « casting » dans lequel le producteur, après avoir décrit le film, lui demande de se déshabiller pour « qu'il vérifie la beauté de [son] corps » puis « d'aller [s']allonger sur le lit dans la chambre à coucher [...] il voulait faire l'amour avec [elle]. »
Il est mis en examen et écroué en préventive durant l'instruction. Faute de preuve matérielle de contrainte durant les rapports sexuels, la nouvelle juge d'instruction ne retient pas la qualification de viol et rend une ordonnance de non lieu à l'encontre du producteur en 1999. Jean-Pierre Bourgeois, responsable d'un réseau international de prostitution, qui a présenté les actrices au producteur, est condamné à 5 ans de prison.

#### 2024
En mai 2024, dans le magazine Elle, neuf femmes accusent Alain Sarde de viols et d’agressions sexuelles. Les faits, qui n'ont fait l'objet d'aucune plainte, se seraient déroulés entre 1983 et 2003. Trois actrices témoignent à visage découvert : Laurence Cordier, Anne-Lise Hesme et Laurence Côte.
Pour plusieurs médias, ces témoignages s'inscrivent dans le cadre de la libération de la parole sur les violences sexuelles et sexistes dans le cinéma français et du mouvement #MeeToo,.

## Filmographie partielle
- 1974 : Touche pas à la femme blanche ! de Marco Ferreri
- 1976 : Le Locataire de Roman Polanski
- 1976 : Barocco d'André Téchiné
- 1977 : Violette et François de Jacques Rouffio
- 1977 : Des enfants gâtés de Bertrand Tavernier
- 1978 : Une histoire simple de Claude Sautet
- 1979 : Les Sœurs Brontë d'André Téchiné
- 1979 : Le Mors aux dents de Laurent Heynemann
- 1979 : Buffet froid de Bertrand Blier
- 1980 : Sauve qui peut (la vie) de Jean-Luc Godard
- 1980 : Un mauvais fils de Claude Sautet
- 1980 : La Femme flic d'Yves Boisset
- 1981 : Est-ce bien raisonnable ? de Georges Lautner
- 1981 : Le Choix des armes d'Alain Corneau
- 1981 : Beau-père de Bertrand Blier
- 1981 : Hôtel des Amériques d'André Téchiné
- 1981 : Une étrange affaire de Pierre Granier-Deferre
- 1982 : L'Étoile du Nord de Pierre Granier-Deferre
- 1982 : Le Choc de Robin Davis
- 1982 : Passion de Jean-Luc Godard
- 1982 : Tir groupé de Jean-Claude Missiaen
- 1982 : Que les gros salaires lèvent le doigt ! de Denys Granier-Deferre
- 1983 : J'ai épousé une ombre de Robin Davis
- 1983 : Stella de Laurent Heynemann
- 1983 : La Femme de mon pote de Bertrand Blier
- 1983 : Prénom Carmen de Jean-Luc Godard
- 1983 : Garçon ! de Claude Sautet
- 1984 : Ronde de nuit de Jean-Claude Missiaen
- 1984 : Un dimanche à la campagne de Bertrand Tavernier
- 1984 : Notre histoire de Bertrand Blier
- 1984 : La Garce de Christine Pascal
- 1984 : Cocaïne de Paul Morrissey
- 1984 : Joyeuses Pâques de Georges Lautner
- 1985 : L'Été prochain de Nadine Trintignant
- 1985 : L'Amour braque d'Andrzej Żuławski
- 1985 : Hors-la-loi de Robin Davis
- 1985 : Détective de Jean-Luc Godard
- 1985 : Harem d'Arthur Joffé
- 1985 : Ça n'arrive qu'à moi de Francis Perrin
- 1986 : Prunelle Blues de Jacques Otmezguine
- 1986 : Cours privé de Pierre Granier-Deferre
- 1987 : Le Solitaire de Jacques Deray
- 1987 : Les mois d'avril sont meurtriers de Laurent Heynemann
- 1987 : Cérémonie d'amour de Walerian Borowczyk
- 1987 : Funny Boy de Christian Le Hémonet
- 1987 : Si le soleil ne revenait pas de Claude Goretta
- 1987 : Comédie ! de Jacques Doillon
- 1987 : Les Deux Crocodiles de Joël Séria
- 1987 : De guerre lasse de Robert Enrico
- 1988 : Quelques jours avec moi de Claude Sautet
- 1988 : La Maison de jade de Nadine Trintignant
- 1989 : Radio Corbeau d'Yves Boisset
- 1989 : Mes nuits sont plus belles que vos jours d'Andrzej Żuławski
- 1989 : Nocturne indien d'Alain Corneau
- 1990 : La Vengeance d'une femme de Jacques Doillon
- 1990 : Nouvelle Vague de Jean-Luc Godard
- 1990 : Un week-end sur deux de Nicole Garcia
- 1990 : Docteur Petiot de Christian de Chalonge
- 1990 : Le Petit Criminel de Jacques Doillon
- 1991 : Rue du Bac de Gabriel Aghion
- 1991 : La Tribu d'Yves Boisset
- 1991 : L'Hiver à Lisbonne de José A. Zorrilla
- 1991 : Le Ciel de Paris de Michel Béna
- 1992 : Amoureuse de Jacques Doillon
- 1992 : Ville à vendre de Jean-Pierre Mocky
- 1992 : Room Service de Georges Lautner
- 1992 : Lunes de fiel de Roman Polanski
- 1992 : Albert souffre de Bruno Nuytten
- 1992 : L.627 de Bertrand Tavernier
- 1992 : Max et Jérémie de Claire Devers
- 1992 : L'Inconnu dans la maison de Georges Lautner
- 1992 : La Crise de Coline Serreau
- 1992 : Beau fixe de Christian Vincent
- 1993 : Mensonge de François Margolin
- 1993 : Le Jeune Werther de Jacques Doillon
- 1993 : Ma saison préférée d'André Téchiné
- 1993 : Un crime de Jacques Deray
- 1994 : Le Fils préféré de Nicole Garcia
- 1994 : Les Roseaux sauvages d'André Téchiné
- 1994 : Un dimanche à Paris d'Hervé Duhamel
- 1995 : Nelly et Monsieur Arnaud de Claude Sautet
- 1996 : Les Voleurs d'André Téchiné
- 1996 : La Belle Verte de Coline Serreau
- 1996 : Hercule et Sherlock de Jeannot Szwarc
- 1996 : Capitaine Conan de Bertrand Tavernier
- 1996 : Ponette de Jacques Doillon
- 1997 : Ouvre les yeux d'Alejandro Amenábar
- 1997 : Nettoyage à sec  d'Anne Fontaine
- 1997 : Fred de Pierre Jolivet
- 1997 : Un air si pur... d'Yves Angelo
- 1998 : Place Vendôme de Nicole Garcia
- 1998 : Aprile de Nanni Moretti
- 1998 : Alice et Martin d'André Téchiné
- 1999 : Les Enfants du siècle de Diane Kurys
- 1999 : Une histoire vraie de David Lynch
- 2001 : Dieu est grand, je suis toute petite de Pascale Bailly
- 2001 : Mulholland Drive de David Lynch
- 2001 : Éloge de l'amour de Jean-Luc Godard
- 2001 : De l'amour de Jean-François Richet
- 2002 : Le Pianiste de Roman Polanski
- 2002 : L'adversaire de Nicole Garcia
- 2002 : All or Nothing de Mike Leigh
- 2002 : Laissez-passer de Bertrand Tavernier
- 2003 : Stupeur et Tremblements d'Alain Corneau
- 2004 : Vera Drake de Mike Leigh
- 2004 : Notre musique de Jean-Luc Godard
- 2004 : La vie est un miracle d'Emir Kusturica
- 2004 : Confidences trop intimes de Patrice Leconte
- 2013 : La Vénus à la fourrure de Roman Polanski
- 2014 : Adieu au langage de Jean-Luc Godard

### Sources
: document utilisé comme source pour la rédaction de cet article.
- Alain Sarde, présentation du producteur sur le site de la Cinémathèque française